# オリンピックバレー
オリンピックバレー（Olympic Valley）は、アメリカ合衆国カリフォルニア州プレイサー郡にある非法人地域である。旧名称はスコーバレー（Squaw Valley [skwɔː væli]）で、現地では、「スコアバレー」のようにも発音する。
シエラネバダ山脈に囲まれた海抜1,890mの盆地であり、タホ湖の西方に位置する。冬季の高級リゾート地として知られ、特にスキー場で有名。かつては、原住民インディアンの居留地であった歴史もある。1960年には第8回冬季オリンピックが開催された。2022年に現在の名称に改称された。